# Susan Sirma
Susan Sirma (26 maggio 1966) è un'ex mezzofondista keniota.

## Palmarès
| Anno | Manifestazione     | Sede    | Evento     | Risultato | Prestazione | Note            |
| ---- | ------------------ | ------- | ---------- | --------- | ----------- | --------------- |
| 1987 | Giochi panafricani | Nairobi | 1500 metri | Argento   | 4'14"12     |                 |
| 1987 | Giochi panafricani | Nairobi | 3000 metri | Oro       | 9'19"20     |                 |
| 1988 | Giochi olimpici    | Seul    | 1500 metri | Batterie  | 4'10"13     |                 |
| 1988 | Giochi olimpici    | Seul    | 3000 metri | Batterie  | 9'06"90     |                 |
| 1991 | Mondiali           | Tokyo   | 3000 metri | Bronzo    | 8'39"41     | Record africano |
| 1991 | Giochi panafricani | Cairo   | 1500 metri | Oro       | 4'10"68     |                 |
| 1991 | Giochi panafricani | Cairo   | 3000 metri | Oro       | 8'49"33     |                 |

## Altre competizioni internazionali
1991
- Bronzo all'ISTAF Berlin ( Berlino), 5000 m piani - 15'03"52
- Oro al Golden Gala ( Roma), 3000 m piani - 8'48"69
- Oro al Cross di Alà dei Sardi ( Alà dei Sardi) - 13'33"5
- Oro al Cross Internacional Valle de Llodio ( Llodio) - 13'26"

1992
- Bronzo al Golden Gala ( Roma), 3000 m piani - 8'53"41
- Oro al Cross di Alà dei Sardi ( Alà dei Sardi) - 13'48"7